# Serge Koch
Serge Koch (Luxemburg-Stad, 1957) is een Luxemburgs fotograaf, graficus, kunstschilder en dichter.

## Leven en werk
Serge Koch trad na het Lycée de garçons de Luxembourg in dienst bij het staalconcern ARBED (later ArcelorMittal), waar hij tot zijn pensioen werkte. Daarnaast was hij actief als kunstenaar, hij exposeert sinds 1988 in binnen- en buitenland. Hij schildert en fotografeert en houdt zich als graficus zowel met de klassieke druktechnieken als de digitale druk bezig.  
Koch sloot zich aan bij het Lëtzebuerger Artisten Center (LAC), Art Contemporain du Grand-Duché de Luxembourg (ARC) en de Cercle Artistique de Luxembourg (CAL). Hij was onder meer vice-president van de CAL (2017-2023) en is sinds 2017 voorzitter van de 'ARC Kënschtlerkrees'. Sinds 1999 maakt hij deel uit van het Gravureatelier Empreinte, waar hij vanaf 1997 diverse cursussen volgde.
Teksten en illustraties van Koch werden gepubliceerd in onder meer de dagbladen Luxemburger Wort, Die Warte, de Zeitung vum Lützeburger Vollek en diverse tijdschriften. Hij schrijft gedichten in het Duits, Frans en Luxemburgs en bracht in 2018 een gedichtenbundel uit.

## Publicaties
- Serge Koch (2018) Über kurz oder lang - Gedichte und Verdichtetes 1987-2017. Uitgave in eigen beheer. ISBN 978-99959-0-350-3
- Carole Jung, Paul Bertemes en Serge Koch (2018) 125 Joer CAL.
- Serge Koch (2019) 60 Joer ARC. ISBN 978-99959-0-506-4

## Onderscheidingen
- 1997 Prix spécial du jury op de internationale salon in Audun-le-Tiche
- 1998 Prix de la ville de Longuyon op de internationale salon in Audun-le-Tiche
- 1998 bronzen medaille van de Académie Internationale de Lutèce, Parijs

## Extere link
- Officiële website

- Musée national d'archéologie, d'histoire et d'art: lkl003237
- Virtual International Authority File: 3774154741643753110008